# Zouping
Zouping (邹平市,  Zōupíng Shì) ist eine kreisfreie Stadt in der chinesischen Provinz Shandong. Sie gehört zum Verwaltungsgebiet der bezirksfreien Stadt Binzhou. Zouping hat eine Fläche von 1252 km² und zählte per Ende 2018 eine ansässige Bevölkerung von 808.200 Personen. Sein Regierungssitz liegt im Straßenviertel Huangshan (黄山街道).

## Administrative Gliederung
Auf Gemeindeebene setzt sich der Kreis aus fünf Straßenvierteln und elf Großgemeinden zusammen. Diese sind: 
- Straßenviertel Daixi (黛溪街道), Huangshan (黄山街道), Gaoxin (高新街道), Xidong (西董街道), Haosheng (好生街道)
- Großgemeinden Changshan (长山镇), Weiqiao (魏桥镇), Linchi (临池镇), Jiaoqiao (焦桥镇), Handian (韩店镇), Qingyang (青阳镇), Jiuhu (九户镇), Sun (孙镇), Mingji (明集镇), Taizi (台子镇), Matou (码头镇)[1]

Darüber hinaus befindet sich in Zouping eine Wirtschaftszone auf nationaler Ebene. Auf Dorfebene sind die obengenannten  Verwaltungseinheiten in 858 Dörfer unterteilt.

## Geschichte
Die prähistorische Dinggong-Stätte (Dinggong yizhi) steht seit 2006 auf der Liste der Denkmäler der Volksrepublik China (5-60).